# Beziehungslehre
Beziehungslehre erscheint als Begriff in zwei Wissenschaften: Soziologie und Philosophie, genauer: der philosophischen Logik.

## Soziologische Beziehungslehre
Bei der Beziehungslehre (auch Beziehungssoziologie) handelt es sich um eine stark formal orientierte Richtung der Soziologie. Sie wurde von Leopold von Wiese begründet, der von Georg Simmel und dessen soziologischem Relationismus beeinflusst war; von Wiese versuchte – im Gegensatz zu Simmel und den Lehren von den sozialen Prozessen – eine methodische Konkretion des Beziehungsdenkens. Alfred Vierkandt betrachtete 1932 die Beziehungslehre als eine der Hauptkategorien soziologischen Denkens. Sie wurde nach 1933 aus der Fachdiskussion gehalten, obwohl von Wiese sich 1934 damit den nationalsozialistischen Machthabern angedient hatte, und konnte nach 1945 nicht wiederbelebt werden, obschon von Wiese Versuche dazu unternahm.

### Abstand und Wechselwirkungen
Bei von Wiese gibt es keine historischen Untersuchungen, es geht allein um die Analyse von Wechselwirkungen zwischen den Menschen. Dafür werden vier Grundkategorien des Sozialen verwendet: der soziale Abstand, der soziale Prozess, der soziale Raum und das soziale Gebilde.
Der soziale Abstand benennt den Grad der seelisch-geistigen Nähe oder Ferne, der sich im sichtbaren Verhalten der Menschen ausdrückt und messbar ist.
Der soziale Prozess bezeichnet Veränderungen des sozialen Abstandes (Distanzveränderungen), d. h. ein ständiges Binden und Lösen. Diese Distanzveränderungen bestimmen die zwischenmenschlichen Beziehungen. Sie finden im sozialen Raum statt, der jeweils beschreibbar ist.
Soziale Gebilde sind Verdichtungen von Beziehungen, von Wiese bezeichnet sie auch als „Menschen-Mehrschaften“: Organisationen, Körperschaften, Institutionen. Nur ihre Wirkungen, nicht ihre Strukturen, werden in die Analyse einbezogen. Sie gelten lediglich als „Scheinsubstanzen“, die als Vorstellung das Verhalten beteiligter Menschen bestimmen.
Distanzveränderungen bilden den Kern der Beziehungslehre. Bei den sozialen Prozessen unterscheidet von Wiese zwischen Grundprozessen des Zueinander, Auseinander und Miteinander, wobei auch Zwischenformen möglich sind. Gesellschaft könne nur als Prozess verstanden werden.
Die Beziehungslehre weist deutliche Ähnlichkeiten zur Soziometrie auf, die Jacob Levy Moreno in den 1930er Jahren begründete. Nach 1945 bezeichnete Leopold von Wiese die Soziometrie als „seiner Beziehungslehre entsprechende empirische Forschungsmethode“.

## Logische Beziehungslehre
Man unterscheidet in der Logik zwischen internen und externen Beziehungslehren, die nach Ludwig Wittgenstein beide zum logischen Grundgerüst der Welt und der Sprache gehören.